# Zamarada denticincta
Zamarada denticincta är en fjärilsart som beskrevs av George Francis Hampson 1910. Zamarada denticincta ingår i släktet Zamarada och familjen mätare. Inga underarter finns listade i Catalogue of Life.